# Арктички рт
Арктички рт (рус. Мыс Арктический) је најсевернија тачка Азије и Русије. Налази се на 81°13′ сгш и 95°15′ игд.

## Географија
Рт је смештен на крајњем северу острва Комсомолец, део архипелага Северна земља, који је у саставу руског Краснојарског краја. Представља границу између Карског мора и Северног Леденог океана. Клима је изузетно оштра, арктичка. Предео је прекривен ледницима, и лишајевима.